# Giovanni Battista Pacetti
Giovanni Battista Pacetti (Città di Castello, 1593 – 1630) è stato un pittore italiano.Detto Lo Sguazzino (1593–1630) è stato un pittore italiano del periodo barocco, attivo nella sua città natale , Città di Castello . Il suo soprannome deriva dalla tecnica dello spruzzo. Fu molto prolifico nel dipingere pale d'altare e soggetti religiosi.

## Biografia
Studiò a Perugia fu allievo di Giuseppe Passeri. Dipinse principalmente a Città di Castello, dove decorò la Cappella dell'Angelo Custode e l'adiacente Cappella di San Michele Arcangelo nella Cattedrale . Nel 1609 l'ordine dei Gesuiti fondò un collegio a Città di Castello e pochi anni dopo costruì la chiesa del Gesù.

Per la chiesa dipinse , Sant'Antonio Abate, Francesco Saverio e Ignazio di Loyola che un tempo era la pala dell'altare maggiore . Dipinse anche altre cinque tele raffiguranti santi per la chiesa. Per la chiesa parrocchiale di San Bartolomeo dipinse un Apostolo e una Madonna del Soccorso, oltre ai Santi Girolamo e Stefano . Dipinse una Vergine con i santi Donino e Alberto per la prima cappella a sinistra della chiesa di Filippo Neri. Dipinse anche nel Convento di San Domenico. 